# Venezuela heroica
Venezuela heroica es una epopeya romántica del escritor venezolano Eduardo Blanco, publicada en 1881; la segunda edición fue publicada en 1883. La obra narra en forma romántica las batallas más importantes de la independencia de Venezuela. 

## Estructura
La primera edición está integrada por cinco cuadros en los que se narra las batallas memorables de La Victoria, San Mateo, Las Queseras del Medio, Boyacá y Carabobo.  En la segunda edición se le añaden seis nuevas batallas: Sitio de Valencia de Venezuela, Maturín, La invasión de los Seiscientos, La Casa Fuerte, San Félix, La batalla en Punta Brava, La invasión de Estrella de Mar y Matasiete. Venezuela Heroica es la epopeya en prosa de la gesta emancipadora, en la que el autor hilvana con suma maestría la cruenta guerra, rindiendo así homenaje a las hazañas de quienes lucharon con valentía y sin descanso por la libertad venezolana.

## Género

### Romanticismo
Todos los críticos e historiadores de la literatura venezolana coinciden al ubicar a Venezuela Heroica como una obra de características netamente románticas. La manera tan subjetiva como Blanco presenta los acontecimientos que narra, la inspiración en el mundo de los hechos históricos venezolanos; el tono declamatorio y emocionado con que se dirige a sus lectores y hasta los recursos expresivos que utiliza, tendientes a conmover al público, entre otras cosas, justifican que se le considere una manifestación del romanticismo literario venezolano.

### Épica
La tonalidad épica de Venezuela Heroica se logra mediante los recursos de ampliación en el espacio, en el tiempo y líricamente sobre la base de comparaciones, epítetos, hipérboles y otros recursos. La ampliación en el espacio persigue magnificar a los héroes en relación con los hombres que lo rodean. Cada héroe se destaca en relación con su entorno humano, con los otros héroes. En relación con la ampliación en el tiempo, a menudo los acontecimientos son agrandados mediante la comparación con hechos ocurridos en el pasado, ya sea en la antigüedad o en la Edad Media, lo que contribuye a darle mayor dimensión.

## Otros datos
Venezuela Heroica es una serie animada basada el libro, que contó 7 capítulos, producida por Estudio Metrópolis Fue transmitida por Vive TV y retransmitida 123TV.